# 中野麟太朗
中野 麟太朗（なかの りんたろう、2003年11月11日 - ）は、日本のアマチュアゴルファー。早稲田大学ゴルフ部（ナショナルチーム）所属。
2023年日本アマ優勝、2024年全国大学ゴルフ対抗戦優勝。早稲田大学ゴルフの中心選手として、個人、団体共に創部以来の悲願となる日本一をもたらした。

## アマチュア時代
８歳のときに、父親と父親の読んでいた漫画の影響でゴルフを始める。
ゴルフ部のある中学校への入学を目指し受験勉強に専念し明治大学付属中野中学校に入学。
明治大学付属中野高等学校時代は2021年に全国高等学校ゴルフ選手権大会、関東アマチュアゴルフ選手権で優勝。
2022年、早稲田大学に進学した翌年の日本アマチュアゴルフ選手権で優勝。創部90年を迎える早稲田大学ゴルフ部史上初の快挙を達成。
2023年、日本ゴルフ協会（JGA）のナショナルチームに選出。
2024年、全国大学ゴルフ対抗戦（団体戦）で、日本大学、東北福祉大学を抑え、早稲田大学ゴルフ創部以来の悲願となる日本一をもたらした。

## 経歴
東京都国立市出身。国立市立第三小学校卒業後、明治大学付属中野中学・高等学校を経て、早稲田大学に入学（現在在学中）。
- ジャンボ尾崎アカデミー第4期生

- JGAナショナルチーム

## 主な戦歴（アマチュア）
- 2021 全国高等学校ゴルフ選手権（緑の甲子園）優勝
- 2021 関東アマチュアゴルフ選手権　優勝
- 2022 石川遼eveRYOne Project（Abema Tour） 2位
- 2023 日本アマチュアゴルフ選手権　優勝
- 2023 フジサンケイクラシック（JGTO）  15位
- 2023 バンテリン東海クラシック（JGTO） 18位
- 2024 東建ホームメイドカップ（JGTO） 4位
- 2024 全国大学ゴルフ対抗戦　優勝
- 2024 アジアパシフィックアマチュアゴルフ選手権[4]　3位